# Danai Smart
Danai James Smart (thailändisch ดนัย เจมส์ สมาร์ท; * 27. November 2005 in England), auch als Dan bekannt, ist ein thailändisch-englischer Fußballspieler.

## Karriere
Danai Smart erlernte das Fußballspielen in der Jugend des Erstligisten Bangkok United. Seinen ersten Vertrag unterschrieb er im Sommer 2023 beim Drittligisten Samut Prakan FC. Mit dem Verein aus Samut Prakan spielte er 20-mal in der Bangkok Metropolitan Region. Nach einer Spielzeit wechselte er im Juli 2024 zum Erstligisten Uthai Thani FC. Sein Erstligadebüt gab Smart am 28. August 2024 (4. Spieltag) im Heimspiel gegen den Aufsteiger Nakhon Ratchasima FC. Bei dem 1:1-Unentschieden wurde er in der 90.+4 Minute für Ben Davis eingewechselt.